# Ocotea marginata
Ocotea marginata là loài thực vật có hoa trong họ Nguyệt quế. Loài này được (Nees) Palacky miêu tả khoa học đầu tiên năm 1907.